# Carlo Fontanesi
Carlo Fontanesi (Castel d'Ario, 28 dicembre 1931) è un ex calciatore italiano, di ruolo attaccante.
Era conosciuto come Fontanesi II poiché fratello di Alberto Fontanesi, anch'egli calciatore.

## Carriera
Iniziò la carriera nella SPAL dove raggiunse il fratello nella stagione 1951-1952 proveniente dal Tresigallo, ovvero dalla squadra del suo paese d'adozione.

Fontanesi alla SPAL

Esordì all'ultima di campionato quando, nel ruolo di ala destra, il 22 giugno del 1952 giocò la sua prima partita in massima serie a Lucca contro i rossoneri locali.
Successivamente passò in prestito al Toma Maglie, squadra con cui andò a segno 10 volte in 29 incontri disputati. Dopo questa breve esperienza nel campionato di Serie C, tornò alla SPAL in Serie A nella stagione 1953-1954, che nel frattempo aveva ceduto il fratello Alberto. In quel campionato giocò 8 partite e segnò 3 reti (il primo dei quali decisivo per la vittoria, il 14 marzo 1954 contro l'Udinese). Giocò inoltre per la prima volta contro il fratello, passato alla Lazio il 25 aprile del medesimo anno ed inoltre scese anche in campo una nona volta nel primo dei due spareggi (quello di Milano contro l'Udinese) per non retrocedere.
In seguito ebbe una serie di malesseri fisici che lo costrinsero spesso ad andare in tribuna e l'anno successivo, con Bruno Biagini allenatore, scese in campo 9 volte senza mai segnare. Posto in lista di trasferimento, si accasò, nella stagione 1955-1956, al Foligno, squadra che militava in IV Serie.
In seguito fece l'allenatore-giocatore nelle serie minori vicino a casa, a Tresigallo, dove si ritirò avviando un'attività imprenditoriale.